# Nebenmond

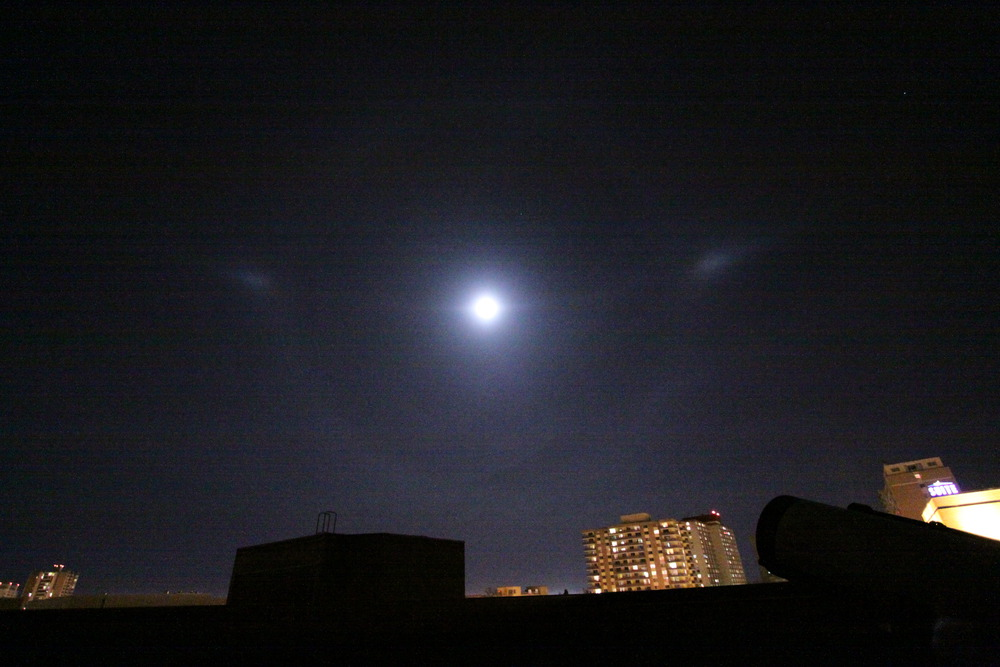
Ein Halo um den Mond mit zwei Nebenmonden, über der Sternwarte der Universität von Alberta, Canada, am 27. März 2010. Der Mond war etwa 94 % beleuchtet.

Ein Nebenmond ist eine Haloerscheinung, die durch die Brechung des Mondlichtes an Eiskristallen in der Troposphäre hervorgerufen wird.
Analog zu den Nebensonnen tritt das Phänomen mit einem Abstand von rund 22° beidseitig des Mondes, und in der Regel nur bei einer Bedeckung mit Cirrus- oder Cirrostratuswolken auf, kann jedoch prinzipiell auch von Eiskristallen in geringer Höhe (z. B. Polarschnee) hervorgerufen werden. Nebenmonde sind seltener als Nebensonnen, da der Mond eine geringere Lichtstärke als die Sonne besitzt. Sie sind daher auch meist nur bei Vollmond sichtbar.
Siehe auch:
Nebensonne